# Medicament antidiabètic
Un antidiabètic o hipoglucemiant és aquell medicament que prevé o millora la diabetis mellitus.

## Secretagogs

### Sulfonilurees
- Glipizida (Minodiab)
- Glibenclamida (Glucolon)
- Glimepirida (EFG, Amaryl, Roname)
- Gliclazida (EFG, Diamicron)

### Meglitinides
- Repaglinida (EFG, Novonorm)

## Sensibilitzadors

### Biguanides
- Metformina (EFG, Glucophage)

### Tiazolidindiones
- Pioglitazona (EFG, Actos; amb metformina: EFG, Competact; amb alogliptina: Incresync; amb glimepirida: Tandemact)

## Inhibidors de la glucosidasa alfa
- Acarbosa (EFG)

## Anàlegs dels pèptids

Incretines i inhibidors de la DPP-4

Les incretines són secretagogs d'insulina. Els dos tipus de molècules principals que compleixen els criteris per a ser un incretina són el pèptid similar al glucagó tipus 1 (GLP-1) i el polipèptid inhibidor gàstric (depenent del pèptid insulinotròpic dependent de la glucosa, GIP). Tant el GLP-1 com el GIP s'inactiven ràpidament per l'enzim dipeptidil peptidasa-4 (DPP-4).

### Anàlegs de les incretines (o agonistes del receptor GLP-1)
Entre els agonistes del receptor GLP-1:
- Liraglutida (Saxenda, Victoza)
- Dulaglutida (Trulicity)
- Semaglutida (Ozempic, Rybelsus, Wegowy)

### Inhibidors de la DPP-4 (iDPP-4)
Entre els inhibidors de la dipeptidil peptidasa-4:
- Sitagliptina (EFG, Januvia, Ristaben, Tesavel, Xelevia, Disit, Jazeta, Jidinum, Mapoli; amb metformina: EFG, Efficib, Janumet, Metsunix, Ristor, Velmetia, Desimet, Estequen, Jamesi, Metsunix)
- Vildagliptina (EFG, Galvus, Xiliarx, Glypvilo, Jalra; amb metformina: EFG, Eucreas, Icandra, Daltex, Ipinzan, Zomarist)

## Glicosúrics
Les gliflozines (iSGLT2) bloquen la recaptació de glucosa en els túbuls renals, produint pèrdua de glucosa per l'orina. Produeixen una pèrdua de pes lleu, i una reducció lleu en els nivells de glucosa en la sang amb poc risc d'hipoglucèmia. La infecció urinària és un efecte secundari comú. Exemples d'inhibidors de SGLT-2 inclouen:
- Canaglifozina (Invokana)
- Dapagliflozina (Forxiga, Edistride; amb metformina: Xigduo, Ebymect)
- Empagliflozina (Jardiance; amb metformina: Synjardy; amb linagliptina: Glyxambi)

Augmenten el risc de cetoacidosi.